# Xã Edison, Quận Minnehaha, South Dakota
Xã Edison (tiếng Anh: Edison Township) là một xã thuộc quận Minnehaha, tiểu bang Nam Dakota, Hoa Kỳ. Năm 2010, dân số của xã này là 510 người.